# شوش‌آباد
شوش‌آباد ، روستایی از توابع بخش پیشوا شهرستان ورامین در استان تهران ایران است.
شغل اکثر مردم روستا دامداری و کشاورزی است. بیشتر خانواده‌های ساکن در این روستا از تیره شاهسون می‌باشند که در زمانهای دور از دشت مغان به این روستا کوچ داده شده‌اند.

## جمعیت
این روستا در دهستان بهنام سوخته جنوبی قرار دارد و براساس سرشماری مرکز آمار ایران در سال ۱۳۸۵، جمعیت آن ۱٬۰۳۷ نفر (۲۲۳خانوار) بوده‌است.